# Mantura floridana
Mantura floridana är en skalbaggsart som beskrevs av George Robert Crotch 1873. Mantura floridana ingår i släktet Mantura och familjen bladbaggar. Inga underarter finns listade i Catalogue of Life.